# Longmeadow
Longmeadow is een stad in het zuidwesten van de Amerikaanse staat Massachusetts net ten zuiden van de stad Springfield.
In het westen wordt de stad begrensd door de Connecticut-rivier.
Longmeadow meet ongeveer 4,8 km van noord naar zuid en 4 km van west naar oost.

## Geschiedenis
De eerste nederzetting in het gebied waar nu Longmeadow ligt dateert van 1644.
Op 17 oktober 1783 werd het officieel een stadje. In 1910 werden tramsporen aangelegd. In de vijftien jaren hierop volgend verdrievoudigde het bevolkingsaantal. Na de aanleg van een autosnelweg ten westen van de stad verdrievoudigde de bevolking opnieuw tussen 1960 en 1975.

## Geboren
- Meghann Fahy (25 april 1990), actrice en zangeres